# Romain (tsar de Bulgarie)
Romain de Bulgarie (en bulgare : Роман (Roman)), mort en 997 ou 998, fils de Pierre Ier de Bulgarie, est tsar de Bulgarie de 977 à 991. Il succéda à son frère Boris II lorsque celui-ci fut tué par erreur.

## Biographie

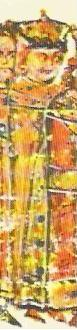
Détail d'une fresque représentant Roman de Bulgarie

Pierre Ier de Bulgarie envoya ses fils Boris et Romain à Constantinople, en 968, pour permettre la signature d'un traité de paix avec l’empereur Nicéphore II Phocas. Après la conclusion de celui-ci, les deux frères restèrent comme otages dans la capitale byzantine. Après la mort de leur père le tsar Pierre Ier, Boris et Pierre retournèrent en Bulgarie et le premier devint tsar. Peu après, la Bulgarie et l'Empire byzantin entrèrent en guerre ; le tsar Boris II de Bulgarie et son frère Romain furent capturés lors de la prise de la capitale Preslav et emmenés en détention à Constantinople en 971. Boris II n'ayant pas d'enfants mâles, il ne constituait pas une menace sérieuse pour l'Empire byzantin mais Romain n'étant pas encore marié, l'empereur ordonna que ce dernier fût castré. 
Dans l'espoir de provoquer la confrontation entre le tsar et la famille des Koumitopouli qui dirigeaient la partie occidentale des terres bulgares et affaiblir ainsi ces derniers, les Byzantins laissèrent les deux frères s'échapper, en 977, mais lors de leur retour en Bulgarie, Boris II fut tué par erreur et Romain lui succéda comme tsar bien qu'un eunuque ne pût accéder au trône. En 991, Romain tomba à nouveau en captivité et il mourut en prison, à Constantinople, en 997 ou 998. Il fut le dernier tsar de la dynastie de Kroum et le pouvoir passa ensuite à la dynastie des Koumitopouli avec Samuel, qui avait été le chef des armées de Romain.
Romain, qui s'était consacré à l'activité religieuse et littéraire, fonda le monastère « Saint Gueorgi Barzohodni ».